# Jaromír Hanzlík
Jaromír Hanzlík (Český Těšín, 1948. február 16. –) cseh színész. A magyar nézők számára leginkább az 1977-ben készült Nők a pult mögött, az 1978-tól vetített Kórház a város szélén, az 1984-ben készült Mentők (Sanitka) és a Kórház a város szélén 20 év múlva című filmsorozatokból ismert. Hanzlík Jiří Menzel kedvelt színésze is volt. Olyan filmek kulcsfigurájaként is ismert, mint a Hóvirágünnep és a Sörgyári capriccio, amelynek felejthetetlen Pepin bácsiját alakította. Az egyik legjelentősebb cseh színész, aki a mai napig aktív színházban, filmen és televízióban egyaránt.

## Élete
1966 és 1993 között a Vinohradyi Színház tagja volt. František Pavlíček rendezővel, és más fiatal színészekkel dolgozott együtt. Többek között Jaroslav Satoranskýval, Daniela Kolářovával, (aki pl. Shakespeare Oféliáját, vagy Dosztojevszkij őrült Szonyáját alakította). A későbbiek során inkább televíziós szerepléseket vállalt, színházban ritkábban lépett fel.
1988-ban Érdemes Művész kitüntetést kapott.

## További információ
- Jaromír Hanzlík a PORT.hu-n (magyarul)
- Jaromír Hanzlík az Internetes Szinkronadatbázisban (magyarul)
- Jaromír Hanzlík az Internet Movie Database-ben (angolul)
- Jaromír Hanzlik az AlloCiné weboldalán (franciául)
- Jaromír Hanzlik Profile. famousfix.com. (Hozzáférés: 2023. február 15.)